# Halloweentown
Halloweentown (no Brasil, A Cidade do Halloween) é um filme original do Disney Channel lançado em outubro de 1998, dirigido por Duwayne Dunham, e estrelado por Debbie Reynolds e Judith Hoag. É a primeira parte da série Halloweentown. 

## Enredo
Perto do Halloween, Aggie Cromwell vai visitar seus netos Marnie, Sophie e Dylan, e oferece a eles coisas de Halloween. Marnie não compreende porque sempre sua mãe Gwen quer que sua avó saia rápido. Num momento eles pedem que ela conte uma história, e aparece no livro uma bruxa igual à Marnie: a avó pergunta se ela já tentou fazer magia e ela diz que não. Então Aggie briga com a filha na cozinha porque não contou à Marnie que ela era uma bruxa, e ela diz que se não contar, a menina irá perder seus poderes para sempre, pois ela já tem 13 anos! Marnie ouve tudo e segue a avó no ônibus mágico junto com Dylan, mas Sophie aparece de surpresa e eles descobrem que há um poder maligno em Halloweentown que quer vingar aos humanos, por serem expulsos de lá.

## Elenco
- Debbie Reynolds - Agatha "Aggie" Cromwell
- Judith Hoag - Gwen Piper
- Kimberly Jean Brown - Marnie Piper
- Joey Zimmerman - Dylan Piper
- Emily Roeske - Sophie Piper
- Phillip Van Dyke - Luke
- Robin Thomas - Kalabar
- Rino Romano - Benny
- Judith M. Ford - Harriet